# Lalla Khlidja
 (février 2014).
Si vous disposez d'ouvrages ou d'articles de référence ou si vous connaissez des sites web de qualité traitant du thème abordé ici, merci de compléter l'article en donnant les références utiles à sa vérifiabilité et en les liant à la section « Notes et références ».
Lalla Khadija ou Yemma Khelidja, comme l'appellent les Kabyles, est une sainte et poétesse kabyle d'Imchedalen.

## Biographie
Yemma Khadidja (يما خديجة) est d'originaire du village d'imchedallen (إمشدالن), sa mère est de Nath Lahcen du village d'Ivalvaren (إبلبارن) où son père s'est installé et a fondé son foyer.²²
Elle est l'épouse de Belkacem nath Vouhreve (Jeddi Velqacem) (بلقاسم ناث‌بوهرب) du village d'Ivelvarene dans la commune de  saharidj M'chedallah, wilaya de Bouira. 
On trouve la tombe de Jeddi Belkacem au milieu de sa maison couverte par deux très grands arbres de 30 mètres de hauteur enrôlées par un sauvignon sauvage à côté de la source d'eau dite ( ThaLa n Vouhreve) (ثاله نـبوهرب), et on trouve à côté de sa tombe aussi sa première progéniture.
Quant à Yemma Khlidja, la légende qui court dans la région dit qu'elle a disparu dans des circonstances obscures.
Yemma Khledja a laissé une dizaine d'enfants, dont le plus remarquable est Zennati, un véritable guerrier, mort sans avoir eu d'enfant dans une bataille contre les Turcs à Taydha L'Mssara-Saharidj (ثايذه المعصرة صهَريج). Cette bataille a été causée par la promesse de collaboration de Sidi Ahmed oulKadi (سيدي احمد والقاضي), "le roi de Koukou"  avec les Espagnols.
Jeddi Ahmed (un descendant indirect de Yemma khelidja et de Jeddi Belkacem) qui est un homme de paix s'est installé à Arhil Hammad (Ighil Hammad) (أرحيل حماد) de la commune de Saharidj après s'est déplacé vers le nord au lieu-dit Thaliouine-Akvil (« les sources d'eau d'Akvil») (ثلوين اقبيل) juste derrière le col de Tirourdha (ثرُذة) pour trouver refuge à l'abri des Turcs et des Espagnols. Il a eu trois enfants : Mohand qui a émigré dès son jeune âge à la Mecque pour devenir un serviteur de Dieu, et n'est pas revenu. Jeddi Ahmed, à soixante dix ans, est desesperé de voir son fils revenir parmi les siens. Il s'est remarié après la mort de sa première femme et il laissa deux enfants : Belkacem et Said. Jeddi L'hadj belkacem vers la fin du XVIIIe siècle a laissé à son tour deux garçons et une fille ; Mohand, Ahmed et Saâdia. Tandis que Said, le frère de Belkacem a laissé un garçon et une fille : Kaci et Feddhima. Cette dernière s'est mariée au village dit Ibehlal et une de ses filles est Lalla Khadidja, l'épouse de cheikh Ali ben Aissa (علي بن‌عيسى), grand-père de Lalla Fatma N'Soumer comme cite dans le poème Ilyadatou el djazair  du poète algérien Moufdi Zakaria.
Présentement, les descendants de Lalla Khadidja et de Jeddi Velqacem portent le nom Ouarab (وعراب). Contrairement à ceux qui disent que Lalla Khedidja est l'épouse de Ali ben Aissi et aussi la grand-mère de Lalla Fatma N'Soumer, voyant que la première vivait à l'époque turque dans les années 1500 et la deuxième à l'époque  en 1790. Le début du XVIe siècle a vu l'émergence d'une littérature qui exhorte à la résistance, dénonce les traitres et fait appel aux Turcs, vus comme la seule force capable de mener une résistance cohérente et unifiée. Les chefs marabouts font appel aux corsaires ottomans pour écarter la menace espagnole. L'historien français Gilbert Meynier a cité dans son livre publié en 2010, intitulé "L'Algérie, cœur du Maghreb classique. De l'ouverture islamo-arabe au repli (698-1518), Paris, La Découverte, 2010" que Khayr ad-Din Barberousse vers les années 1510 environ est chargé d'unifier et d'organiser la résistance, mobilise les tribus et parcourt le pays notamment en Kabylie où il recrute la légendaire Lalla Khelidja à côté de son mari Velqacem (Belkacem) nath Vouhreve. Cette dernière, malgré sa jeunesse, répondait à l'appel de Lalla Gouraya (Yemma Gouraya) (لالة قرايه), la sainte patronne de Béjaïa pour se mobiliser avec les Turcs contre les Espagnols.
Les habitants d'Imchedallen font circuler une légende bien ancrée dans la région que Lalla Khedija a des pouvoirs surnaturels; elle sait prédire l'avenir, Son répertoire poétique a disparu. L’écrivain Mouloud Mammeri a sauvé juste deux poèmes qui sont répertoriés dans son ouvrage: « Poèmes kabyles anciens ».

## Le montLalla Khedidjaet le pèlerinage
Son nom a été donné au plus haut sommet du Djurdjura en Kabylie, trônant à 2 308 m, du fait qu'elle y a vécu en ermite.
Plusieurs transcriptions ont quelque peu déformé le nom de cette montagne alors que l'ensemble des sources, tant orales qu'écrites, s'accordent à dire que le nom de la montagne est celui de la sainte dévôte Khlidja[réf. nécessaire]. Nous aurons ainsi les transcriptions suivantes : Lalla Kredija, Lalla Krejdida, Lalla Khredidja, Lalla Khedidja. Cependant aucune carte géographique n'a finalement transcrit correctement le nom de Lalla Khlidja prêtant ainsi à confusion sur l'identité du personnage.  
Lalla Khedidja est une femme dévouée et infatigable. Elle monte jusqu'au sommet où elle fait ses ablutions et sa prière et passe son temps à méditer et à contempler. Tout le pays kabyle en rendant hommage à cette femme qui fait la navette entre le sommet de la montagne et son foyer; les habitants d'Imchedallen ont perpétué cette tradition et durant chaque année, entre juillet et août, le jour du mercredi, ils montent jusqu'au sommet dans une grande ambiance et de fête; on célèbre la « Waada » et on exhorte des louanges à l'effigie de la sainte. On appelle ces journées de fêtes: « Les Sept Mercredis Saints ».  Il arrive qu'on accède au sommet de montagne pour faire nourrir le bétail quand l'herbe manquait dans la région d'Ivalvaren.